# Hoppipolla
Hoppipolla (koreanisch 호피폴라) ist eine im Jahr 2019 gegründete koreanische Rockband.

## Geschichte
Gegründet wurde die Gruppe im Jahr 2019 während des Finales der Castingshow Superband des Fernsehsenders JTBC und gewann das Format mit ihren Interpretationen von Wake Me Up des DJ's Avicii und One More Light der Rockband Linkin Park.
Der Name der Gruppe ist an das gleichnamige Lied der isländischen Post-Rock-Band Sigur Rós angelehnt, welches auf Isländisch „in Pfützen springen“ bedeutet.
Im November des Jahres 2019 debütierte die Gruppe offiziell mit der Veröffentlichung des Single-Albums About Time. Dem folgte im darauffolgenden Jahr das zweite Single-Album Let’s. Mit ihrem Debütalbum Spring to Spring erreichte die Band erstmals die koreanischen Albumcharts, wo es mit Platz 22 seine Höchstposition erreichen konnte. Im Jahr 2021 veröffentlichte die Gruppe mit And Then There Was Us ihr zweites Album, welches ebenfalls in den heimischen Charts einsteigen konnte und mit Platz 24 seine Höchstposition erreichte.

## Diskografie
Alben
- 2019: About Time (Single-Album, Dreamus)
- 2020: Spring to Spring (Dreamus, Moss Music)
- 2020: Let’s (Single-Album, Dreamus)
- 2021: And Then There Was Us (Dreamus, Moss Music)